# Armadillidium grimmi
Armadillidium grimmi är en kräftdjursart som beskrevs av Helmut Schmalfuss 2006. Armadillidium grimmi ingår i släktet Armadillidium och familjen klotgråsuggor. Inga underarter finns listade i Catalogue of Life.